# Svetlana i Željko (videokaseta)
Svetlana i Željko (oblikovano Светлана • Жељко) je videokaseta, ki je bila objavljena marca leta 1995. 
Videokaseta vsebuje 140 minut posnetka civilne in cerkvene poroke srbske folk-pop pevke Svetlane Ražnatović - Cece in takratnega predsednika politične stranke Srbskega jedinstva, Željka Ražnatovića - Arkana, ki se je zgodila, najprej v Žitorađi, nato pa še v Beogradu, 19. februarja istega leta. 

## Vsebina
Videokaseta prikazuje poroko pevke Cece Ražnatović in Željka Ražnatovića Arkana. Posneti program je vodil znani voditelj Milovan Ilić Minimaks. 
Posnetek prikazuje priprave na poroko, ki so se pričele zgodaj zjutraj v nedeljo 19. februarja, v beograjski vili. V nadaljevanju je prikazan Arkanov prihod v vasico Žitorađa, kjer je pevkina družinska hiša. Po izvedbi srbskih in črnogorskih tradicionalnih običajev je sledila uvodna zabava v družinski hiši Veličković. Po vrnitvi v Beograd, se je par poročil v cerkvi Sv. arh. Gavrila, nato pa še v hotelu Interkontinental. Pred civilno poroko je par obiskal tudi dom Željkove mame Slavke. Zadnjih 45 minut posnetka prikazuje poročno zabavo v glavni dvorani hotela Interkontinental, na kateri so peli številni glasbeniki, pa tudi sama Ceca.

## Prodaja v dobrodelne namene
Ves dobiček od prodaje videokasete je bil namenjen humanitarnemu skladu Treće dete, ki ga je ustanovila pevka Svetlana Ražnatović z namenom povečanja nataliteta Srbije in nudenja pomoči družinam s tremi ali več otroki.
Naklada videokasete je štela 100.000 izvodov. Beograjski mediji so večkrat poročali, da je bila videokaseta najbolj prodajana videokaseta na območju Srbije. Nekaj časa je bila tudi najbolj izposojevana kaseta v srbskih videoklubih. 

## DVD izdaja
Po letu 2000  se je v nekaterih balkanskih državah v prodaji pojavil DVD s posnetkom poroke. Gre za piratsko oblikovani DVD z naslovom Ceca i Arkan, ki uradno ni bil izdan nikjer.

## Ostale informacije
- Štev. videokasete: 860348
- VHS-PAL-COLOR
- Režija: Mika Aleksić
- Urednik videokasete za PGP-RTS: Aleksandar Pilipenko
- Odgovorni urednik: Dragoljub Ilić
- Direktor in glavni urednik: Đorđe Minkov
- Avtorske pravice videokasete ščiti agencija Delije.